# American Axle
American Axle & Manufacturing, Inc. (kurz: AAM) ist ein US-amerikanischer Automobilzulieferer mit Sitz in Detroit. Er gehört zu den 100 größten Automobilzulieferern weltweit. AAM betreibt über 90 Standorte in 17 Ländern und fertigt hauptsächlich Achsen und Antriebswellen für mehr als 100 Kunden auf der ganzen Welt. Zu diesen gehören unter anderem GM, Ford, FCA, Mercedes-Benz, Jaguar Land Rover, Volkswagen, Nissan, Honda und Paccar.